# ヒストリー/ゴースト
「ヒストリー/ゴースト」（原題：HIStory/Ghosts）は、マイケル・ジャクソンのアルバム『ヒストリー』の第6弾リカットシングルであり、同時に『ブラッド・オン・ザ・ダンス・フロア』の第2弾リカットシングルとしても発売された両A面シングルである。米国以外でのみ発売された。

## 解説
「ゴースト」の完全版ショートフィルムは40分に及び、ショートフィルムではなくほぼ映画になっている。尚、2010年6月、WOWOWにて世界初のハイビジョン画質にて全編が放送された。
なお、この後アルバム『ヒストリー』からの最終第7弾シングルとして「スマイル」（チャールズ・チャップリンの楽曲）が発売される予定であったが発売が中止され、一部で流出した「幻の盤」が残るのみである。
この頃からソニーと著作権などを巡る、「ソニー戦争」と呼ばれる全面対決が始まる。

## 収録曲
1. ヒストリー（7インチ・ヒストリー・レッスン・エディット）
2. ヒストリー（マークズ・ラジオ・エディット）
3. ヒストリー（マークズ・ヴォーカル・クラブ・ミックス）
4. ヒストリー（ウマー・ラジオ・ミックス）
5. ヒストリー（ウマーDJミックス）
6. ヒストリー（ウマー・メイン・ア・カペラ）
7. ゴースト（ラジオ・エディット）

## チャート
| チャート (1997年)                        | 最高位 |
| ---------------------------------------- | ------ |
| オーストラリア (ARIA)                    | 43     |
| オーストリア (Ö3 Austria Top 40)         | 36     |
| ベルギー (Ultratop 50 Flanders)          | 17     |
| ベルギー (Ultratop 50 Wallonia)          | 10     |
| ヨーロッパ (European Hot 100)            | 11     |
| フィンランド (Suomen virallinen lista)   | 16     |
| フランス (SNEP)                          | 26     |
| ドイツ (GfK Entertainment charts)        | 14     |
| ハンガリー (マハーズ)                    | 2      |
| アイルランド (IRMA)                      | 16     |
| オランダ (Dutch Top 40)                  | 16     |
| オランダ (Single Top 100)                | 14     |
| ニュージーランド (Recorded Music NZ)     | 29     |
| スコットランド (Official Charts Company) | 4      |
| スペイン (AFYVE)                         | 4      |
| スウェーデン (Sverigetopplistan)         | 12     |
| スイス (Schweizer Hitparade)             | 16     |
| UK シングルス (OCC)                      | 5      |

| チャート (1997年)               | 順位 |
| ------------------------------- | ---- |
| ドイツ (Official German Charts) | 58   |